# Ghazaouet
Ghazaouet (anciennement Nemours pendant la colonisation française), est une commune algérienne de la wilaya de Tlemcen, proche de la frontière algéro-marocaine, située à 72 km au nord-ouest de Tlemcen et à 170 km d'Oran.
C'est une petite cité portuaire à l'abri des Trara ; elle compte environ 30 000 habitants en 2008 et s'est industrialisée depuis l’indépendance.

## Géographie

### Situation
Le territoire de la commune de Ghazaouet est situé au nord-ouest de la wilaya de Tlemcen, la ville est située à 72 km au nord-ouest de Tlemcen, à 50 km au nord de Maghnia, à 18 km de Nédroma et à 170 km d'Oran, à proximité de la frontière algéro-marocaine.
|          | Mer Méditerranée |                   |
| Souahlia | Ghazaouet        | Dar Yaghmouracene |
|          | Tienet           | Nedroma           |

### Relief et hydrologie
Ghazaouet est une ville portuaire de la rive sud-ouest de la mer Méditerranée. Elle est située au nord du massif des Trara, au revers de la colline de Djemaa Ghazaouet et à l'embouchure de l'oued El Marsa.

### Localités de la commune
En 1984, la commune de Ghazaouet est constituée à partir des localités suivantes :
- Ghazaouet
- Mestari
- Dmine
- Bedâa
- Cheraka
- Aïn Kolla
- Krakar
- Djemaa Sekhra Est
- Biayet

### Climat
Le climat à Ghazaouet est chaud et tempéré, de type méditerranéen. En été, les pluies sont moins importantes qu'elles ne le sont en hiver. La classification de Köppen est de type Csa. La température moyenne est de 17.8 °C et la moyenne des précipitations annuelles avoisine les 400 mm.
| Mois                              | jan. | fév. | mars | avril | mai  | juin | jui. | août | sep. | oct. | nov. | déc. | année |
| --------------------------------- | ---- | ---- | ---- | ----- | ---- | ---- | ---- | ---- | ---- | ---- | ---- | ---- | ----- |
| Température minimale moyenne (°C) | 7,1  | 7,6  | 9,5  | 11,4  | 14,4 | 17,9 | 20,7 | 21,5 | 19,3 | 16   | 11,2 | 8,4  |       |
| Température moyenne (°C)          | 11,1 | 11,7 | 13,7 | 15,7  | 18,6 | 22,3 | 25   | 25,7 | 23   | 19,9 | 14,9 | 12,2 | 17,8  |
| Température maximale moyenne (°C) | 15,6 | 16   | 18,1 | 19,8  | 22,6 | 26,3 | 29,3 | 29,9 | 27   | 24,2 | 19   | 16,6 |       |
| Précipitations (mm)               | 52   | 47   | 51   | 45    | 33   | 9    | 1    | 5    | 21   | 38   | 56   | 41   | 399   |

| Diagramme climatique                                  |         |           |            |            |           |           |           |          |          |          |           |
| J                                                     | F       | M         | A          | M          | J         | J         | A         | S        | O        | N        | D         |
| 15,67,152                                             | 167,647 | 18,19,551 | 19,811,445 | 22,614,433 | 26,317,99 | 29,320,71 | 29,921,55 | 2719,321 | 24,21638 | 1911,256 | 16,68,441 |
| Moyennes : • Temp. maxi et mini °C • Précipitation mm |         |           |            |            |           |           |           |          |          |          |           |

## Histoire

### Époque précoloniale

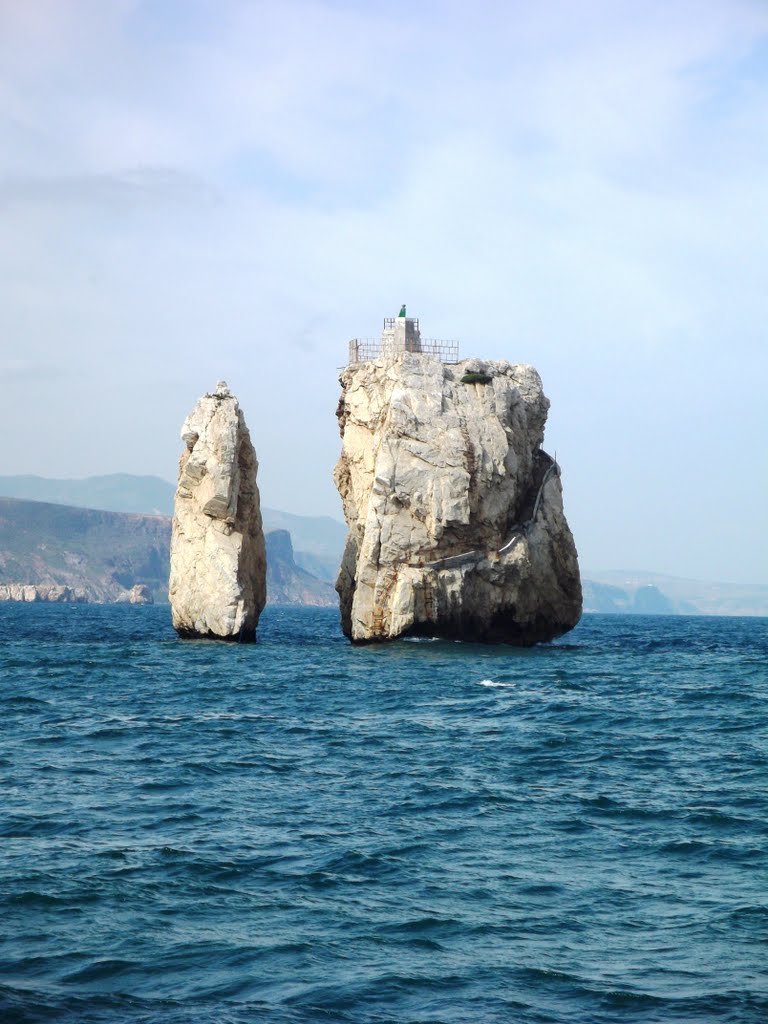
Îles des Deux frères.

À l'époque romaine, la ville s'appelait Ad Fratres à cause de deux rochers de 25 m à proximité de la côte.
La ville est peu mentionnée au Moyen Age. Le géographe El Bekri décrit un port défendu par une forteresse. Mais on pense que cette forteresse se trouve un peu plus loin de la ville actuelle. En effet, c'est sur la colline de Taount, que l'on atteste les restes d'une forteresse médiévale. Elle est demeurée un port actif à toutes les époques, comme débouché de Tlemcen.

### Période coloniale française

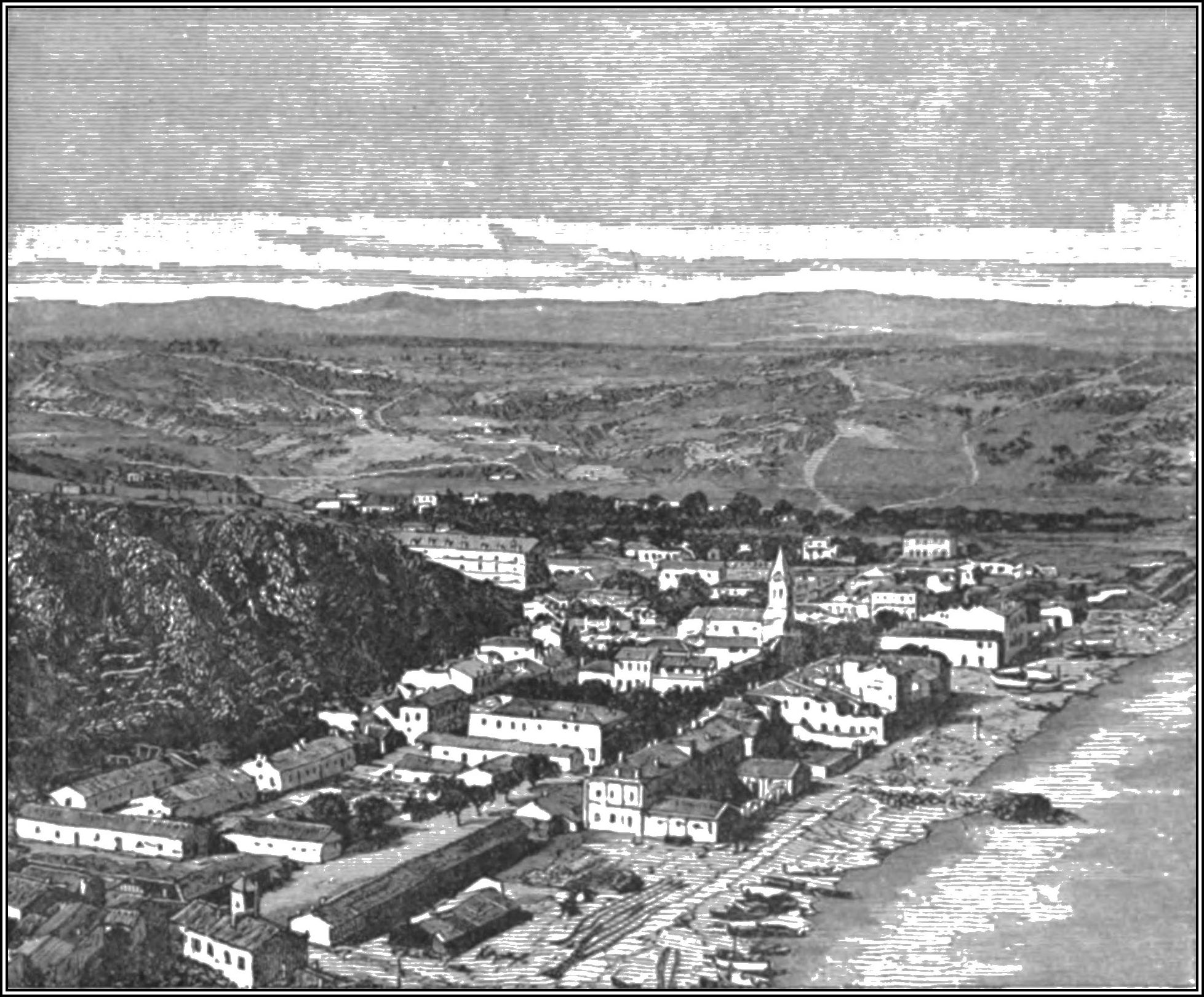
Vue de la ville au XIXe siècle.

En 1844, la ville est occupée par les Français. En 1846, elle est nommée Nemours, en hommage à Louis d'Orléans, duc de Nemours. 
En décembre 1847, c'est là qu'a lieu la reddition officielle de l'émir Abd el-Kader devant Henri d'Orléans. L'émir passe sa dernière nuit en Algérie à Dar El Assakri, avant d'être emmené à Toulon.
La ville est érigée en commune de plein exercice par décret du 27 janvier 1869 (avec les Ouled Ziri et le village de Sidi Amar). La commune est rattachée au département de Tlemcen en 1956. Elle était rattachée auparavant au département d'Oran.

### Après l'indépendance
Après l'indépendance de l'Algérie, elle prend le nom de Ghazaouet. Dans les années 1970, la ville va s'industrialiser. Le tissu urbain s'étend par la construction d’une cité résidentielle au profit des familles des travailleurs, une route est réalisée pour le désenclavement des Trara et les activités portuaires se développent.

## Toponymie
Le nom de la commune est la forme masculine du mot berbère taghzouyt signifiant « creusé » et désignant un « ensemble de champs situés dans la plaine », « la vallée de la Soummam », une « plaine entre deux montagnes ».
Elle a porté d'autres noms durant la période précoloniale : Djamaa Ghazaouet et Taount.
Djamaa Ghazaouet, signifie selon une hypothèse l'« Assemblée des pirates », car elle serait le lieu où venaient se réfugier les corsaires durant la période ottomane. Taount, lui est berbère, et signifie « colline ».
Son nom romain est Ad Fratres et son nom colonial est Nemours.

## Démographie
Selon le recensement général de la population et de l'habitat de 2008, la population de la commune de Ghazaouet est évaluée à 33 774 habitants  dont 28 433 dans l'agglomération chef-lieu, contre 17 176 en 1977.
| 1977   | 1987   | 1998   | 2008   |
| ------ | ------ | ------ | ------ |
| 17 176 | 27 252 | 33 106 | 33 774 |

## Administration
La ville est chef lieu de daïra.

## Économie

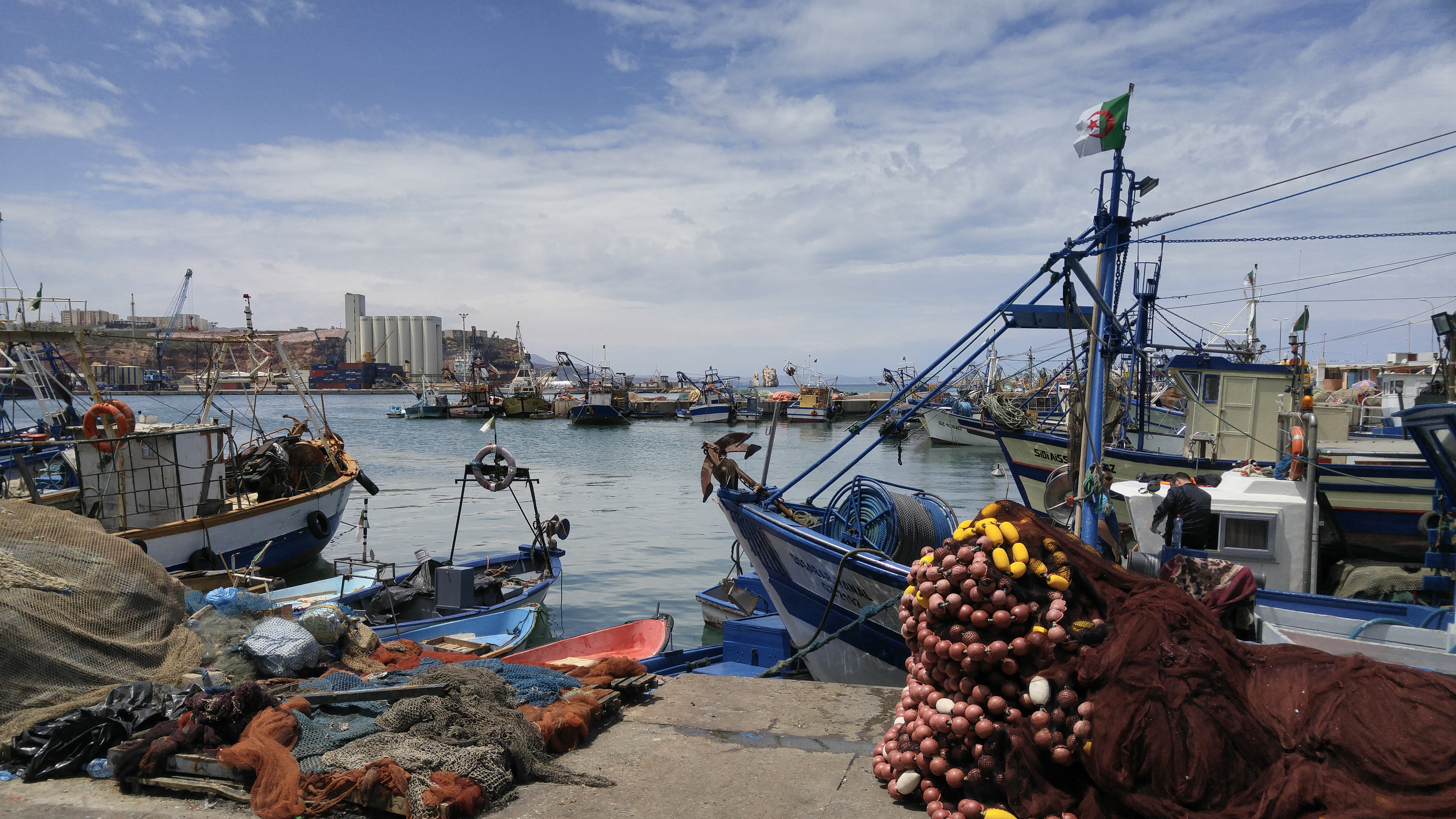
Les navires dans le port de Ghazaouet.

Ghazaouet dispose d'un port de pêche, elle est devenue le port de Tlemcen. La ville s'est surtout industrialisée, elle compte plusieurs unités de salaison du poisson, une unité céramique, et une usine d'électrolyse du zinc.
Le port de Ghazaouet s'étend sur 23 hectares de terre-plein et 25 hectares de plan d’eau (dont une darse de pêcheurs de 1 ha). Il comprend 10 quais et 5 moles. Il est relié de manière régulière aux ports européens d'Anvers, d'Alicante, de Marseille, de Valence et de Malte, pour le transport de marchandises, et d'Almeria pour le transport de passagers, auto passagers et le fret. En ce qui concerne le réseau ferroviaire, le port dispose de voies internes et externes. Le réseau ferroviaire interne comptant 6 290 m de voie, dessert les cinq moles du port. C'est le port algérien le plus proche des côtes méditerranéennes du nord.
L'entreprise portuaire de Ghazaouet est chargée de la gestion et de l’exploitation des installations équipements dont elle a la charge. 
Le port de Ghazaouet dispose d'une importante infrastructure pour développer la conteneurisation : il s’agit de deux plateformes extra portuaires, considérées comme bases logistiques au traitement des conteneurs. L'une est positionnée dans la zone d’activité de Sidi Amar, à 2,5 km du port, et la deuxième à une dizaine de km du port, dans la commune de Souahlia.

## Patrimoine

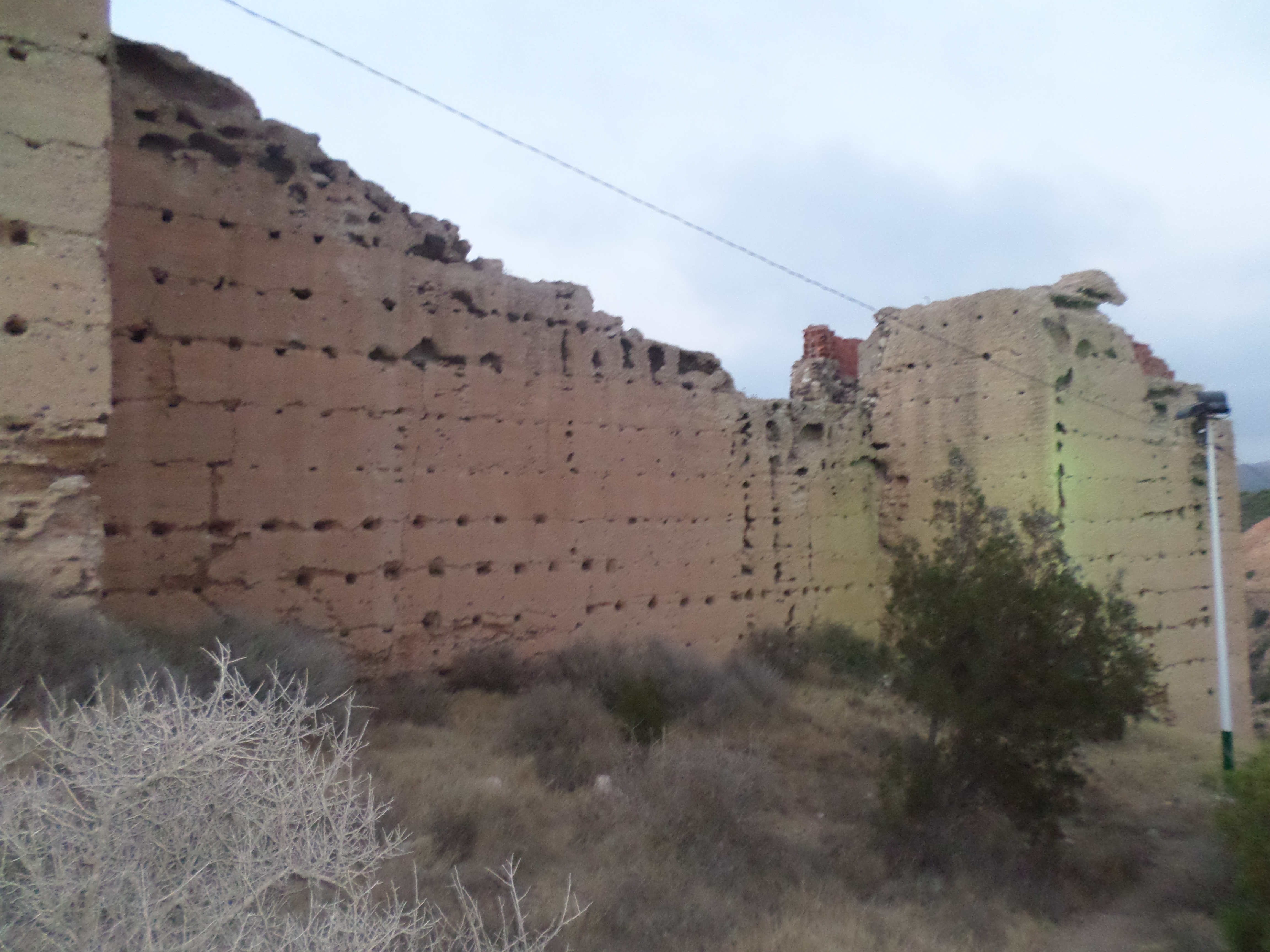
Ruines de Taount.

Sur le plateau de Taount, on trouve les vestiges d'une ancienne forteresse berbère dont les murs furent construits en pisé.

## Vie quotidienne à Ghazaouet

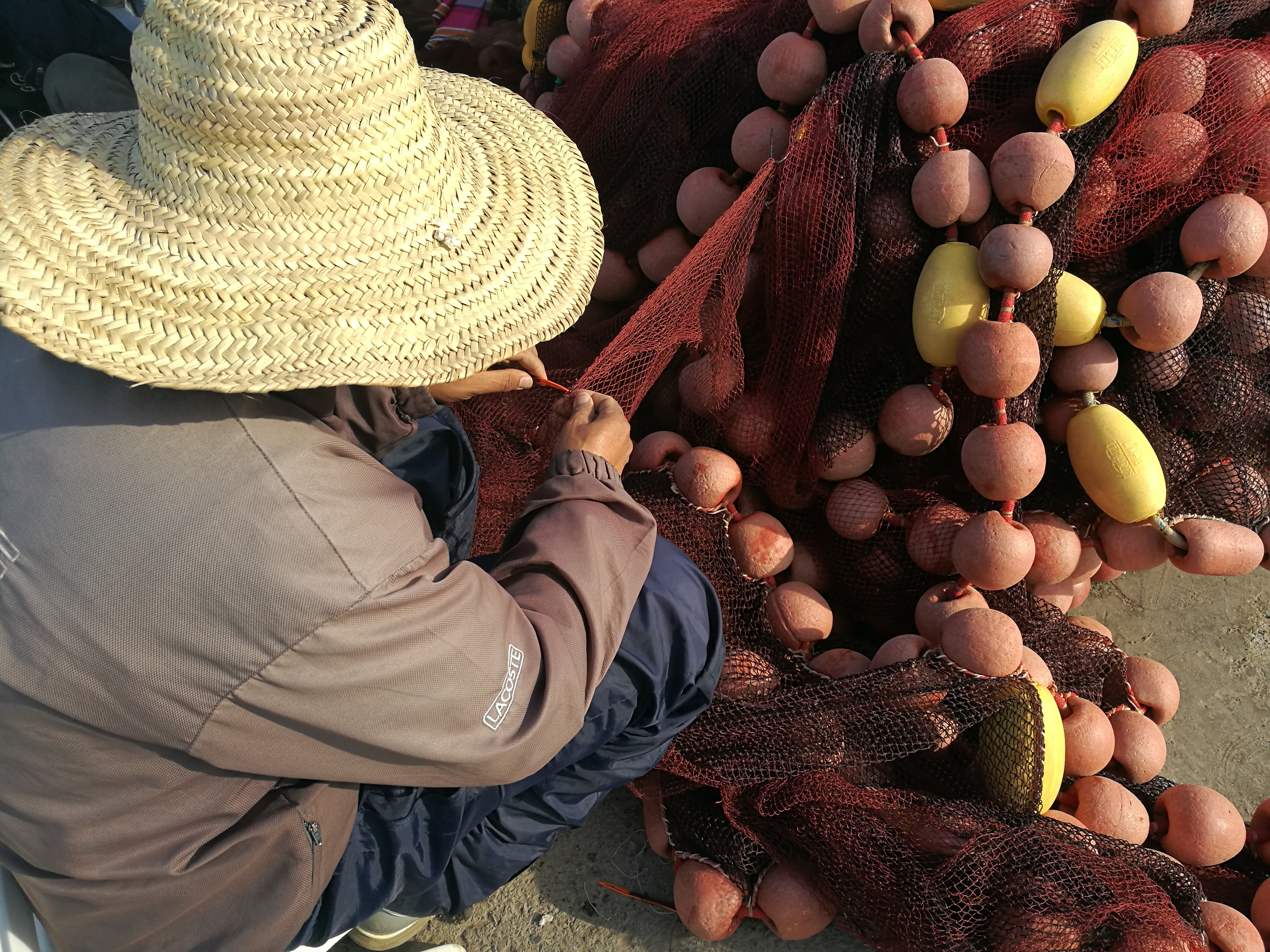
Pêcheur de Ghazaouet.

Le parler local des habitants de la région, se distingue des autres variétés régionales de l'arabe algérien par l'emploie du son <tch>, assimilé par les autres arabophones à la lettre kāf.

## Personnalités liées à la commune
Naissance à Ghazaouet, anciennement appelé Nemours :
- Han Ryner (1861-1938), philosophe et journaliste ;
- Jeanne Dortzal (1878-1943), actrice et poétesse ;
- Jacques Spitz (1896-1963), écrivain ;
- Georges Hilbert (1900-1982), sculpteur animalier ;
- Mohamed Abdelghani (1927-1996), homme politique et ancien premier ministre ;
- Abdelkader Alloula (1939-1994), dramaturge ;
- Méda Seddik  (1951-), hématologue, écrivain.
- Jean-Pierre Llabador (1952-), guitariste ;
- Elie Paul Cohen (1955-), médecin urgentiste et compositeur ;
- Abdelkader Secteur (1965-), humoriste[17].

## Galerie

Sélection de vues
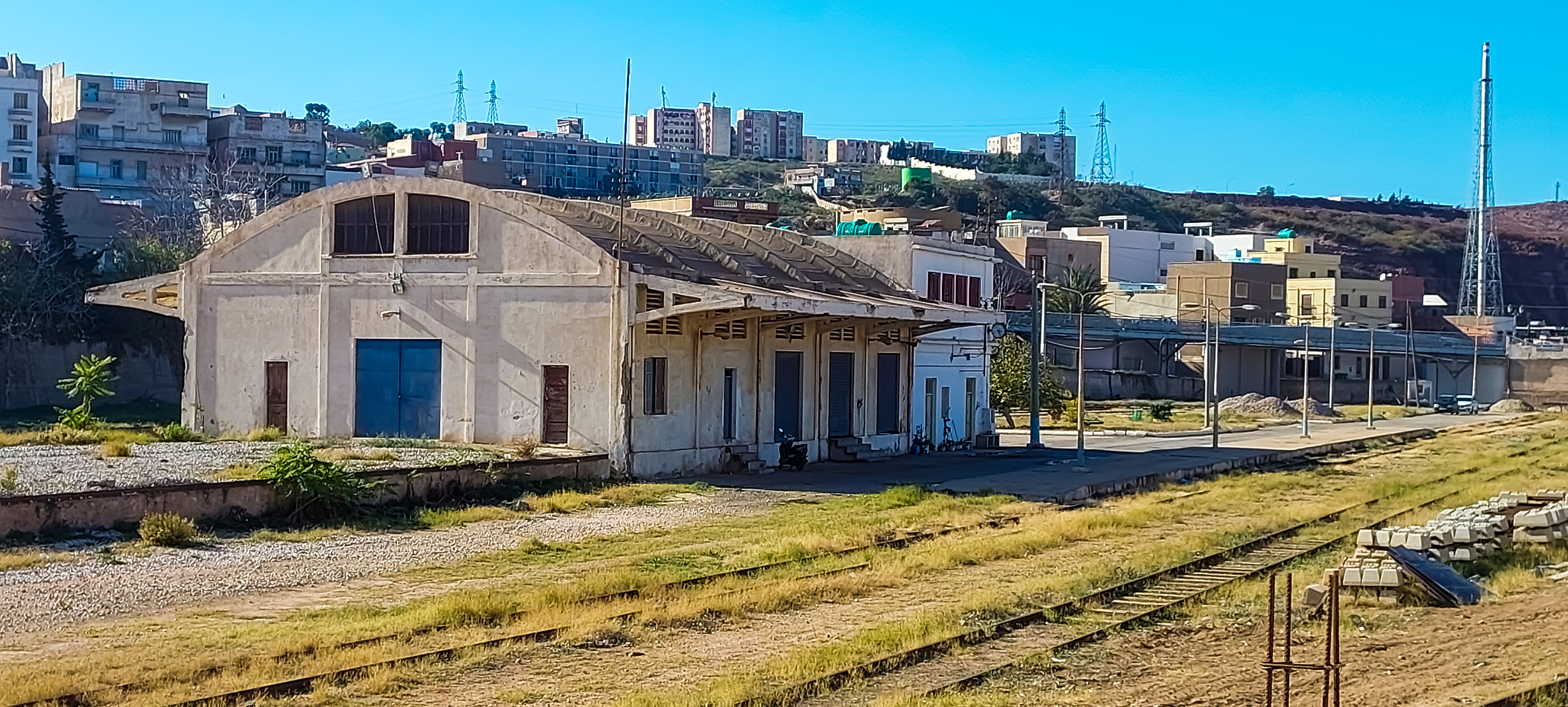
Gare de Ghazaouet
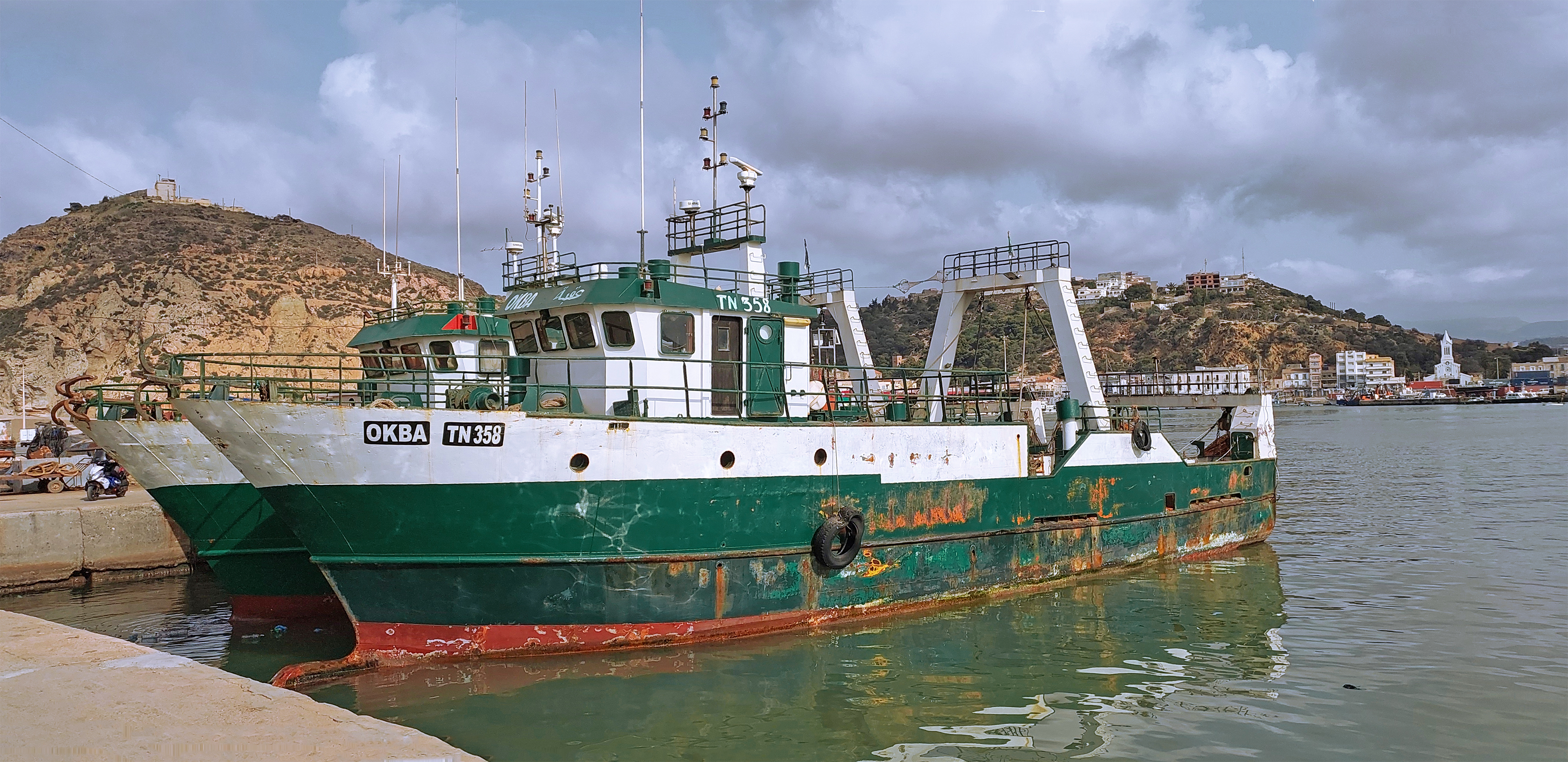
Port de Ghazaouet
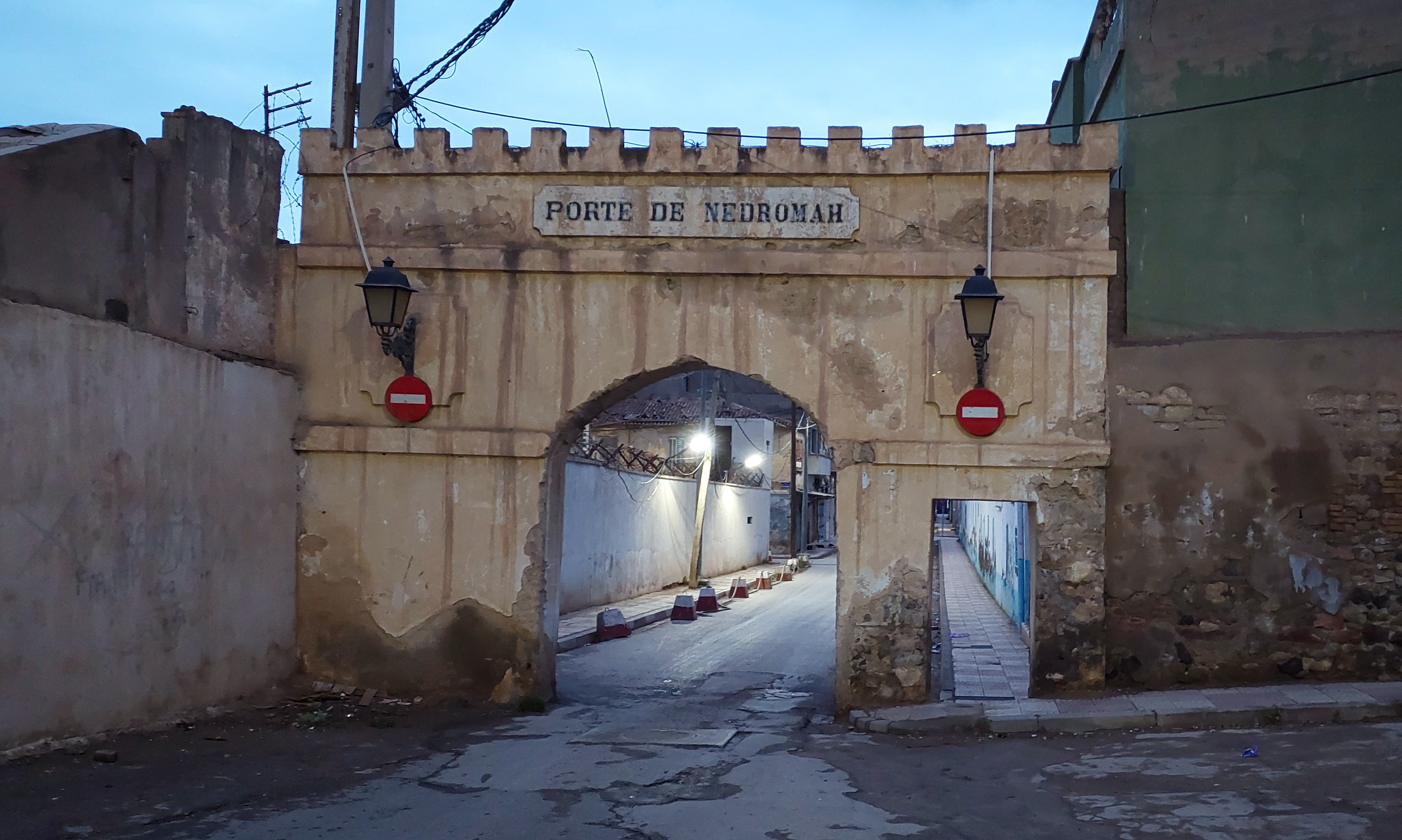
Porte de Nedromah